# Склеродерма золотиста
Склеродерма золотиста, псевдодощовик золотистий (Scleroderma citrinum) — вид грибів роду Склеродерма (Scleroderma). Сучасну біномінальну назву надано у 1801 році.

## Назва
В англійській мові має назву «земляна куля» (англ. earthball), отруйний свинячошкурий дощовик (англ. pigskin poison puffbal).

## Будова

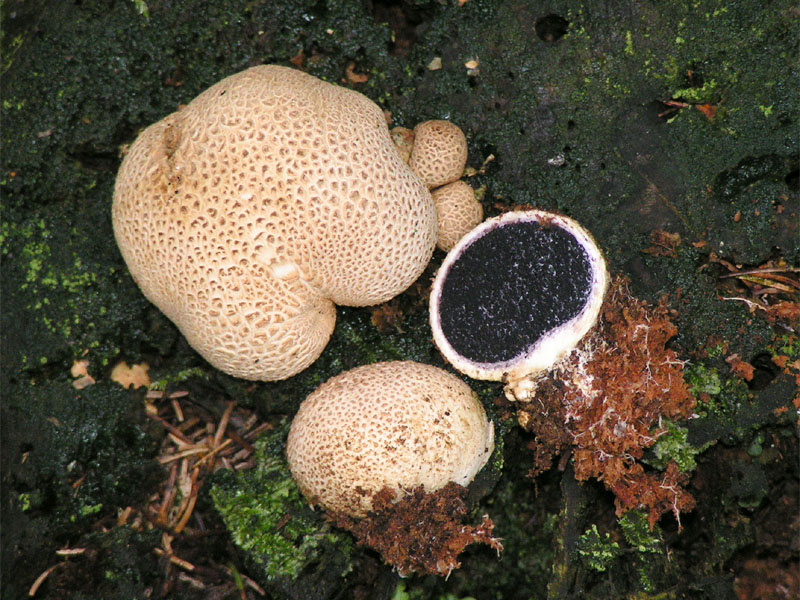
Scleroderma citrinum в Німеччині

Не майє ніжки, кріпиться на землі за допомогою міцелія. Перидій товстий, охристо-жовтий з наростами. Глеба темна. На відміну від їстівних дощовиків не має отвору на горі, через який випускає спори. Спори Scleroderma citrinum поширюються, коли перидій пошкоджується.

## Життєвий цикл
Може бути вражений паразитом Pseudoboletus parasiticus.

## Поширення та середовище існування
Росте у траві в Європі з осені по зиму.

## Практичне використання
Отруйний гриб. Викликає шлунково-кишкові розлади.